# 韋爾奈
韋爾奈（法語：Vernay，法語發音：[vɛʁnɛ]）是瑞士弗里堡州的一个市镇，位於該國西部，處於埃斯塔瓦耶勒拉克東北面3.5公里，面積8.29平方公里，海拔高度465米，2011年人口1,042，人口密度每平方公里126人。